# Haus Schuir
Haus Schuir ist eine abgegangene, mittelalterliche Wasserburg am Schuirweg 74 im Essener Stadtteil Schuir sowie ein in unmittelbarer Nachbarschaft errichtetes, noch vorhandenes Herrenhaus des 18. Jahrhunderts.

## Geschichte
1296 wird ein Ritter Evert von Schuren erwähnt. Ab diesem Zeitpunkt erscheinen die Ritter von Schuren regelmäßig als Besitzer des Lehnguts Haus Schuir.
Im 17. Jahrhundert erwarb der Werdener Wahlabt Heinrich VI. Dücker (1646–1667) die Burg zur Hälfte. 1792 errichtete der Werdener Abt Bernhard II. (1780–1798) auf der gegenüberliegenden Straßenseite ein neues, klassizistisches Gebäude, das heute unter Denkmalschutz steht. Dieses wurde fortan als Sommerresidenz des Klosters Werden genutzt.
Noch Anfang des 19. Jahrhunderts stand auf der anderen Seite die Ruine der alten Burg. Auf einer Karte aus dem Jahr 1791 sind noch der aufgestaute Schuirbach und die darin befindliche Burginsel mit Haupthaus zu erkennen. Stallungen und Wirtschaftsgebäude befanden sind auf dem gegenüberliegenden Ufer. Anfang des 19. Jahrhunderts war nur noch das Haupthaus erhalten, 1810 nur noch baufällige Ruinen. Allerdings sind bis heute die alten Gebäude als Geländemerkmale in der heutigen Weide zu erkennen.
Der Bildhauer Jean Sprenger hatte sein letztes Atelier im Haus Schuir.
Das gegenüberliegende neuere Herrenhaus beherbergte eine Gaststätte. Die Anlage ist nicht frei zugänglich, kann jedoch von außen betrachtet werden.